# 18. Kongress der Vereinigten Staaten
Der 18. Kongress der Vereinigten Staaten, bestehend aus dem Repräsentantenhaus und dem Senat, war die Legislative der Vereinigten Staaten. Seine Legislaturperiode dauerte vom 4. März 1823 bis zum 4. März 1825. Alle Abgeordneten des Repräsentantenhauses sowie ein Drittel der Senatoren (Klasse II) waren im Jahr 1822 bei den Kongresswahlen gewählt worden. Dabei ergab sich in beiden Kammern eine Mehrheit für die Demokratisch-Republikanische Partei. Der Kongress tagte in der amerikanischen Bundeshauptstadt Washington, D.C. Die Vereinigten Staaten bestanden damals aus 24 Bundesstaaten. Präsident war James Monroe. Die Sitzverteilung im Repräsentantenhaus basierte auf der Volkszählung von 1820.

## Wichtige Ereignisse
Siehe auch 1823 1824 und 1825
- 4. März 1823: Beginn der Legislaturperiode des 18. Kongresses.
- 2. Dezember 1823: Präsident Monroe verkündet die nach ihm benannte Monroe-Doktrin
- 1824: Allmähliche Auflösung bzw. Zersplitterung der bis dahin staatstragenden Demokratisch-Republikanischen Partei. Die Partei zerfällt in mehrere Flügel, deren beiden wichtigsten sind die von Andrew Jackson angeführten Jacksonians. Aus dieser Gruppe entsteht 1828 die Demokratische Partei. Die andere Gruppe wird von John Quincy Adams und Henry Clay angeführt. Diese Gruppe wird zunächst unter dem Namen Anti-Jacksonians  bekannt. Daraus entsteht später die relativ kurzlebige National Republican Party, aus der in den 1830er Jahren die Whig Party hervorgehen wird.
- Bei den Präsidentschaftswahlen des Jahres 1824 erreicht keiner der Kandidaten die notwendige Mehrheit. Die Wahl wird am 9. Februar 1825 zu Gunsten von John Quincy Adams entschieden.

## Die wichtigsten Gesetze
In den Sitzungsperioden des 18. Kongresses wurden unter anderem folgende Bundesgesetze verabschiedet (siehe auch: Gesetzgebungsverfahren):
- 7. Januar 1824: Tariff of 1824
- 3. März 1825: Crimes Act of 1825

## Zusammensetzung nach Parteien

### Senat
- Demokratisch-Republikanische Partei: 43
- Föderalistische Partei: 5
- Sonstige: 0
- Vakant: 0

Gesamt: 48 Stand am Ende der Legislaturperiode

### Repräsentantenhaus
- Demokratisch-Republikanische Partei: 189
- Föderalisten: 24
- Sonstige: 0
- Vakant: 0

Gesamt: 213 Stand am Ende der Legislaturperiode
Außerdem gab es noch drei nicht stimmberechtigte Kongressdelegierte.

## Amtsträger

### Senat
- Präsident des Senats: Daniel D. Tompkins (DR)
- Präsident pro tempore: John Gaillard (DR)

### Repräsentantenhaus
- Sprecher des Repräsentantenhauses: Henry Clay (DR)

## Senatsmitglieder
Im 18. Kongress vertraten folgende Senatoren ihre jeweiligen Bundesstaaten:
| Alabama - 2. William R. King (DR) - 3. William Kelly (DR) Connecticut - 1. Elijah Boardman (DR) bis 18. August 1823 - Henry W. Edwards (DR) ab dem 8. Oktober 1823 - 3. James Lanman (DR) Delaware - 1. Thomas Clayton (F) ab dem 8. Januar 1824 - 2. Nicholas Van Dyke (F) ab dem 7. Januar 1824 Georgia - 2. Nicholas Ware (DR) bis zum 7. September 1824 - Thomas W. Cobb (DR) ab dem 6. Dezember 1824 - 3. John Elliott (DR) Illinois - 2. Jesse B. Thomas (DR) - 3. Ninian Edwards (DR) bis 4. März 1824 - John McLean (DR) ab dem 23. November 1824 Indiana - 1. James Noble (DR) - 3. Waller Taylor (DR) Kentucky - 2. Richard Mentor Johnson (DR) - 3. Isham Talbot (DR) Louisiana - 2. Henry Johnson (DR) bis zum 27. Mai 1824 - Charles Bouligny (DR) ab dem 19. November 1824 - 3. James Brown (DR) bis zum 10. Dezember 1823 - Josiah S. Johnston (DR) ab dem 15. Januar 1824 Maine - 1. John Holmes (DR) - 2. John Chandler (DR) Maryland - 1. Samuel Smith (DR) - 3. Edward Lloyd (DR) Massachusetts - 1. Elijah H. Mills (F) - 2. James Lloyd (F) Mississippi - 1. David Holmes (DR) - 2. Thomas Hill Williams (DR) | Missouri - 1. Thomas Hart Benton (DR) - 3. David Barton (DR) New Hampshire - 2. Samuel Bell (DR) - 3. John Fabyan Parrott (DR) New Jersey - 1. Joseph McIlvaine (DR) ab dem 12. November 1823 - 2. Mahlon Dickerson (DR) New York - 1. Martin Van Buren (DR) - 3. Rufus King (F) North Carolina - 2. John Branch (DR) - 3. Nathaniel Macon (DR) Ohio - 1. Benjamin Ruggles (DR) - 3. Ethan Allen Brown (DR) Pennsylvania - 1. William Findlay (DR) - 3. Walter Lowrie (DR) Rhode Island - 1. James De Wolf (DR) - 2. Nehemiah R. Knight (DR) South Carolina - 2. Robert Young Hayne (DR) - 3. John Gaillard (DR) Tennessee - 1. John Henry Eaton (DR) - 2. Andrew Jackson (DR) Vermont - 1. Horatio Seymour (DR) - 3. William A. Palmer (DR) Virginia - 1. James Barbour (DR) - 2. John Taylor (DR) bis zum 21. August 1824 - Littleton Waller Tazewell (DR) ab dem 7. Dezember 1824 |

## Mitglieder des Repräsentantenhauses
Folgende Kongressabgeordnete vertraten im 18. Kongress die Interessen ihrer jeweiligen Bundesstaaten:
| Alabama 3 Wahlbezirke - 1. Gabriel Moore (DR) - 2. John McKee (DR) - 3. George Washington Owen (DR) Connecticut Alle Abgeordneten wurden staatsweit gewählt. - Noyes Barber (DR) - Samuel A. Foot (DR) - Ansel Sterling (DR) - Ebenezer Stoddard (DR) - Gideon Tomlinson (DR) - Lemuel Whitman (DR) Delaware Staatsweite Wahl - Louis McLane (F) Georgia Alle Abgeordneten wurden staatsweit gewählt. - Joel Abbott (DR) - George Cary (DR) - Thomas W. Cobb (DR) bis zum 6. Dezember 1824 - Richard Henry Wilde (DR) ab dem 7. Februar 1825 - Alfred Cuthbert (DR) - John Forsyth (DR) - Edward Fenwick Tattnall (DR) - Wiley Thompson (DR) Illinois Staatsweite Wahlen - Daniel Pope Cook (DR) Indiana 3 Wahlbezirke - 1. William Prince (DR) bis zum 8. September 1824 - Jacob Call (DR) ab dem 23. Dezember 1824 - 2. Jonathan Jennings (DR) - 3. John Test (DR) Kentucky 12 Wahlbezirke - 1. David Trimble (DR) - 2. Thomas Metcalfe (DR) - 3. Henry Clay (DR) - 4. Robert Letcher (DR) - 5. John Johnson (DR) - 6. David White (DR) - 7. Thomas Patrick Moore (DR) - 8. Richard Aylett Buckner (DR) - 9. Charles A. Wickliffe (DR) - 10. Francis Johnson (DR) - 11. Philip Thompson (DR) - 12. Robert Pryor Henry (DR) Louisiana 3 Wahlbezirke - 1. Edward Livingston (DR) - 2. Henry Hosford Gurley (DR) - 3. William Leigh Brent (DR) Maine 7 Wahlbezirke - 1. William Burleigh (DR) - 2. Stephen Longfellow (F) - 3. Ebenezer Herrick (DR) - 4. Joshua Cushman (DR) - 5. Enoch Lincoln (DR) - 6. Jeremiah O’Brien (DR) - 7. David Kidder (DR) Maryland 8 Wahlbezirke. Der Fünfte Wahlbezirk stellte zwei Abgeordnete. - 1. Raphael Neale (F) - 2. Joseph Kent (DR) - 3. Henry Ridgely Warfield (F) - 4. John Lee (F) - 5A. Peter Little (DR) - 5B. Isaac McKim (DR) - 6. George Edward Mitchell (DR) - 7. William Hayward (DR) - 8. John S. Spence (DR) Massachusetts 13 Wahlbezirke - 1. Daniel Webster (F) - 2. Benjamin Crowninshield (DR) - 3. Jeremiah Nelson (F) - 4. Timothy Fuller (DR) - 5. Jonas Sibley (DR) - 6. John Locke (DR) - 7. Samuel Clesson Allen (F) - 8. Samuel Lathrop (F) - 9. Henry W. Dwight (F) - 10. John Bailey (DR) bis 18. März 1824 und erneut ab dem 13. Dezember 1824 - 11. Aaron Hobart (DR) - 12. Francis Baylies (F) - 13. John Reed (DR) Mississippi Staatsweite Wahlen - Christopher Rankin (DR) Missouri - John Scott (DR) New Hampshire Alle Abgeordneten wurden staatsweit gewählt. - Ichabod Bartlett (DR) - Matthew Harvey (DR) - Arthur Livermore (DR) - Aaron Matson (DR) - William Plumer (DR) - Thomas Whipple (DR) New Jersey Alle Abgeordneten wurden staatsweit gewählt - George Cassedy (DR) - Lewis Condict (DR) - Daniel Garrison (DR) - George Holcombe (DR) - James Matlack (DR) - Samuel Swan (DR) New York 30 Wahlbezirke. Der 3. Wahlbezirk stellte drei Abgeordnete und der 20. und 26. jeweils zwei. - 1. Silas Wood (DR) - 2. Jacob Tyson (DR) - 3A. Churchill C. Cambreleng (DR) - 3B. John J. Morgan (DR) - 3C. Peter Sharpe (DR) - 4. Joel Frost (DR) - 5. William W. Van Wyck (DR) - 6. Hector Craig (DR) - 7. Lemuel Jenkins (DR) - 8. James Strong (F) - 9. James L. Hogeboom (DR) - 10. Stephen Van Rensselaer III. (F) - 11. Charles A. Foote (DR) - 12. Lewis Eaton (DR) - 13. Isaac Williams (DR) - 14. Henry R. Storrs (F) - 15. John Herkimer (DR) - 16. John W. Cady (DR) - 17. John W. Taylor (DR) - 18. Henry C. Martindale (F) - 19. John Richards (DR) - 20A. Ela Collins (DR) - 20B. Egbert Ten Eyck (DR) - 21. Lot Clark (DR) - 22. Justin Dwinell (DR) - 23. Elisha Litchfield (DR) - 24. Rowland Day (DR) - 25. Samuel Lawrence (DR) - 26A. Dudley Marvin (DR) - 26B. Robert S. Rose (DR) - 27. Moses Hayden (DR) - 28. William B. Rochester (DR) bis 1823, genaues Datum unbekannt - William Woods (DR) ab dem 3. November 1823 - 29. Isaac Wilson (DR) bis zum 7. Januar 1824 - Parmenio Adams (DR) ab dem 7. Januar 1824 - 30. Albert H. Tracy (DR) | North Carolina 13 Wahlbezirke - 1. Alfred Moore Gatlin (DR) - 2. Hutchins Gordon Burton (DR) bis zum 23. März 1824 - George Outlaw (DR) ab dem 19. Januar 1825 - 3. Thomas H. Hall (DR) - 4. Richard Spaight (DR) - 5. Charles Hooks (DR) - 6. Weldon Nathaniel Edwards (DR) - 7. John Culpepper (F) - 8. Willie Person Mangum (DR) - 9. Romulus Mitchell Saunders (DR) - 10. John Long (DR) - 11. Henry William Connor (DR) - 12. Robert B. Vance (DR) - 13. Lewis Williams (DR) Ohio 14 Wahlbezirke - 1. James W. Gazlay (DR) - 2. Thomas R. Ross (DR) - 3. William McLean (DR) - 4. Joseph Vance (DR) - 5. John Wilson Campbell (DR) - 6. Duncan McArthur (DR) - 7. Samuel Finley Vinton (DR) - 8. William Wilson (DR) - 9. Philemon Beecher (DR) - 10. John Patterson (DR) - 11. John C. Wright (DR) - 12. John Sloane (DR) - 13. Elisha Whittlesey (DR) - 14. Mordecai Bartley (DR) Pennsylvania 18 Wahlbezirke. Der 7., 8., 11. und 16. Wahlbezirk stellten je zwei Abgeordnete. Der 4. und 9. stellten sogar drei Abgeordnete, die restlichen je einen. - 1. Samuel Breck (F) - 2. Joseph Hemphill (F) - 3. Daniel H. Miller (DR) - 4A. James Buchanan (F) - 4B. Samuel Edwards (F) - 4C. Isaac Wayne (F) - 5. Philip Swenk Markley (DR) - 6. Robert Harris - 7A. Daniel Udree (DR) - 7B. Henry Wilson (DR) - 8A. Samuel D. Ingham (DR) - 8B. Thomas Jones Rogers (DR) bis zum 20. April 1824 - George Wolf (DR) ab dem 9. Dezember 1824 - 9A. William Cox Ellis (F) - 9B. George Kremer (DR) - 9C. Samuel McKean (DR) - 10. James S. Mitchell (DR) - 11A. John Findlay (DR) - 11B. James Wilson (DR) - 12. John Brown (DR) - 13. John Tod (DR) bis 1824, genaues Datum unbekannt - Alexander Thomson (DR) ab dem 6. Dezember 1824 - 14. Andrew Stewart (DR) - 15. Thomas Patterson (DR) - 16A. James Allison (DR) - 16B. Walter Forward (DR) - 17. George Plumer (DR) - 18. Patrick Farrelly (DR) Rhode Island Alle Abgeordneten wurden staatsweit gewählt. - Samuel Eddy (DR) - Job Durfee (DR) South Carolina 9 Wahlbezirke - 1. Joel Roberts Poinsett (DR) - 2. James Hamilton (DR) - 3. Robert B. Campbell (DR) - 4. Andrew R. Govan (DR) - 5. George McDuffie (DR) - 6. John Wilson (DR) - 7. Joseph Gist (DR) - 8. John Carter (DR) - 9. Starling Tucker (DR) Tennessee 9 Wahlbezirke - 1. John Blair (DR) - 2. John Alexander Cocke (DR) - 3. James Israel Standifer (DR) - 4. Jacob C. Isacks (DR) - 5. Robert Allen (DR) - 6. James T. Sandford (DR) - 7. Sam Houston (DR) - 8. James B. Reynolds (DR) - 9. Adam Rankin Alexander (DR) Vermont Alle Abgeordneten wurden staatsweit gewählt - Rollin Carolas Mallary (DR) - William Czar Bradley (DR) - Charles Rich (DR) bis zum 15. Oktober 1824 - Henry Olin (DR) ab dem 13. Dezember 1824 - Daniel Buck (DR) - Samuel C. Crafts (DR) Virginia 22 Wahlbezirke - 1. Thomas Newton (DR) - 2. Arthur Smith (DR) - 3. William S. Archer (DR) - 4. Mark Alexander (DR) - 5. John Randolph (DR) - 6. George Tucker (DR) - 7. Jabez Leftwich (DR) - 8. Burwell Bassett (DR) - 9. Andrew Stevenson (DR) - 10. William Cabell Rives (DR) - 11. Philip Pendleton Barbour (DR) - 12. Robert Garnett (DR) - 13. William Lee Ball (DR) bis zum 29. Februar 1824 - John Taliaferro (DR) ab dem 24. März 1824 - 14. Charles F. Mercer (DR) - 15. John S. Barbour (DR) - 16. James Stephenson (F) - 17. Jared Williams (DR) - 18. Joseph Johnson (DR) - 19. William McCoy (DR) - 20. John Floyd (DR) - 21. William Smith (DR) - 22. Alexander Smyth (DR) |

Nicht stimmberechtigte Mitglieder im Repräsentantenhaus:
- Arkansas-Territorium: Henry Wharton Conway
- Florida-Territorium: Richard Keith Call
- Michigan-Territorium: Gabriel Richard